# 岐阜県立東濃高等学校
岐阜県立東濃高等学校（ぎふけんりつ とうのうこうとうがっこう）は、岐阜県可児郡御嵩町御嵩にある公立高等学校。

## 概要
1896年（明治29年）に岐阜県尋常中学校東濃分校として創立。全日制、単位制で普通科設置。制服は男女共にブレザーが指定されている。

## 沿革
- 1896年 - 岐阜県尋常中学校東濃[1]分校が創立。
- 1898年 - 岐阜県東濃尋常中学校に改称される。
- 1899年 - 岐阜県東濃中学校に改称される。
- 1901年 - 岐阜県立東濃中学校に改称される。
- 1909年 - 補習科を設置する。
- 1920年 - 補習科を廃止する。
- 1923年 - 岐阜県東濃中学校に改称される。
- 1948年 - 岐阜県東濃高等学校に改称される。岐阜県東濃高等学校と岐阜県可児農業高等学校が統合され岐阜県立東濃高等学校となる。
- 1949年 - 商業科を設置する。定時制課程（普通科家庭別科）を伏見校舎に併設する。
- 1960年 - 岐阜県立東濃実業高等学校が分離独立し、本校の設置課程は全日制普通科および商業科となる。
- 1974年 - 商業科が廃止される。
- 2004年 - 単位制に改編される。
- 2014年4月25日 - JTB中部の男性社員の手配ミスで観光バス11台が用意できず、予定されていた遠足が延期となる。この際、手配漏れに気付いた社員が責任を回避するため、生徒を装った手紙を用いて遠足の中止を求めた不正行為が明らかとなり問題となった[2]。

## 著名な卒業生
- 纐纈弥三（政治家）
- 渡辺幸伸（政治家、御嵩町長）
- 鍵山秀三郎（イエローハット創業者）
- 矢入一男（ヤイリギター初代社長）

## アクセス
- 名鉄広見線 御嵩駅下車、徒歩で約10分。